# Eosentomon pseudowheeleri
Eosentomon pseudowheeleri är en urinsektsart som beskrevs av Copeland 1964. Eosentomon pseudowheeleri ingår i släktet Eosentomon och familjen trakétrevfotingar. Inga underarter finns listade i Catalogue of Life.